# Ledningsværdi
Ledningsværdien (fork. lv) udtrykker en væskes evne til at lede en elektrisk strøm. Da denne evne stiger med en stigende mængde af opløste stoffer (ioner) i væsken, udtrykker ledningsværdien indirekte (men proportionalt) koncentrationen af opløste stoffer i en væske.
I forbindelse med undersøgelse af jordbunden siger lv en hel del om mængden af tilgængelige gødningsstoffer. Der kan ganske vist være opløst andre stoffer (salte) i jordvæsken end gødningsioner, men i reglen udtrykker jordvæskens lv også dens indhold af gødning.
Praktiske erfaringer viser, at lv > 2 er livstruende for planter, da så høj en koncentration i jordvæsken vil ændre de osmotiske forhold, sådan at vand trækkes ud af rødderne. Det er netop den situation, der opstår hvert forår, når alt saltet fra snebekæmpelsen bliver opløst og passerer ned forbi vejtræernes rodnet.